# Lonely Planet

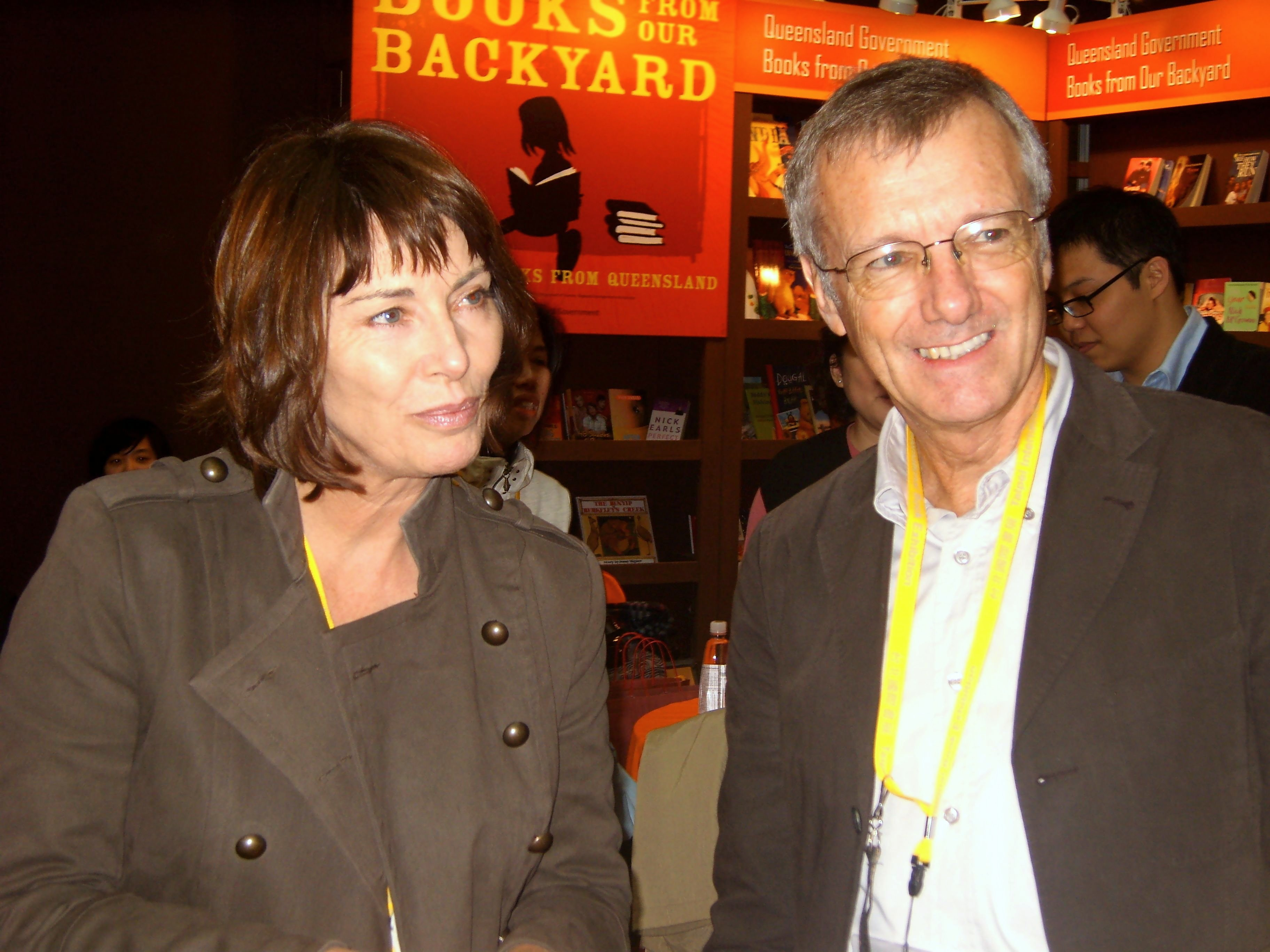
Maureen e Tony Wheeler, co-fundadores da Lonely Planet

Lonely Planet é a maior editora de guias de viagem do mundo. A empresa é de propriedade da BBC Worldwide, que comprou 75% de suas ações dos seus fundadores, Maureen e Tony Wheeler, em 2007, e os 25% restantes em fevereiro de 2011. Chamada originalmente de Lonely Planet Publications, a empresa alterou seu nome em julho de 2009 para refletir sua ampla oferta de produtos relacionados à indústria de viagens, e para enfatizar sua linha de produtos digitais. Depois dos Let's Go Travel Guides, foi a primeira série de livros de viagem destinados a mochileiros e outros viajantes procurando gastar pouco. Em 2010 havia publicado 500 títulos em oito idiomas, bem como programas de televisão, uma revista, aplicativos para telefones celular e sites.
A Lonely Planet também tem sua própria produtora de televisão, responsável por diversas séries, como Lonely Planet Six Degrees, The Sport Traveller, Going Bush, Vintage New Zealand, Bluelist Australia e Lonely Planet: Roads Less Travelled. A sede da empresa fica em Footscray, um subúrbio de Melbourne, na Austrália, e mantém filiais em Londres e Oakland, Califórnia. A partir de 2009 a empresa passou a expandir fortemente sua presença online.
Em 2009 a Lonely Planet começou a publicar uma revista de viagens mensal chamada Lonely Planet Magazine no Reino Unido, e em 2010 lançou as edições indiana e argentina.
O nome da companhia vem de um verso mal-interpretado de "Space Captain", canção composta por Matthew Moore e popularizada por Joe Cocker e Leon Russell na turnê "Mad Dogs & Englishmen", de 1970. O verso dizia originalmente "lovely planet" (="planeta adorável"), porém Tony Wheeler ouviu "lonely planet" (="planeta solitário") e gostou da expressão.